# Cyptonychia thoracica
Cyptonychia thoracica là một loài bướm đêm trong họ Noctuidae.